# Tiếng Veneti

Bản đồ ngôn ngữ bán đảo Ý thời đồ đá. Tiếng Veneti màu nâu.

Tiếng Veneti là một ngôn ngữ Ấn-Âu, thường đặt trong nhóm ngôn ngữ gốc Ý (Italic). Đây là ngôn ngữ của người Veneti thời cổ ở miền Đông Bắc Ý (Veneto) và một phần Slovenia, giữa châu thổ sông Po và rìa nam dãy Alps.
Tiếng Veneti được biết đến nhờ 300 bản khắc ngắn niên đại từ thế kỷ VI đến I TCN. Đây được xác định là tính nói của dân tộc mà người La Mã gọi là Veneti còn người Hy Lạp gọi là Enetoi. Nó biến mất vào thế I TCN khi mà dân cư đồng hóa vào nền văn hóa La Mã. Phần lớn hiểu biết về ngôn ngữ này là nhờ những bản khắc dâng lên nữ thần Reitia.
Đừng lầm lẫn với tiếng Veneto, một ngôn ngữ Rôman ngày nay hiện diện trên cùng vùng địa lý, phát triển từ tiếng Latinh thường dân.

## Phân loại ngôn ngữ

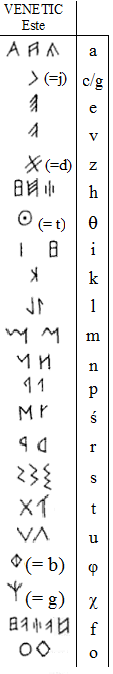
Bản chữ cái Veneti

Tiếng Veneti là một ngôn ngữ centum. Loại chữ dùng để viết thứ tiếng này là một dạng chữ gốc Ý Bắc, tương tự bảng chữ cái Etruscan.
Mối quan hệ chi tiết giữa tiếng Veneti với những ngôn ngữ Ấn-Âu khác vẫn đang được làm rõ, song hầu hết học giả đồng tình rằng tiếng Veneti mang nét tương đồng với các ngôn ngữ gốc Ý và do vậy có khi được đặt trong nhóm này. Tuy vậy, do nó cũng có nét giống hai nhánh Ấn-Âu miền tây (Celt và German), một số nhà ngôn ngữ học xếp nó đứng riêng, không nằm trong nhánh nào. Tiếng Veneti có lẽ dính dáng đến các ngôn ngữ Illyria một thời có mặt ở miền tây Balkan, dù giả thuyết Illyria-Veneti là vấn đề tranh cãi trong giới học thuật ngày nay.
Có vài nét tương quan với các ngôn ngữ German, nhất là ở đại từ::p.708,882
tiếng Veneti: ego "tôi", dạng đối cách mego
tiếng Goth: ik, dạng đối cách mik
(tiếng Latinh: ego, dạng đối cách me)
Tiếng Veneti: sselboi sselboi "với/cho chính mình"
Tiếng Thượng Đức cổ: selb selbo
(Tiếng Latinh: sibi ipsi)
Nghiên cứu cho thấy tiếng Veneti là một ngôn ngữ khá nguyên thủy gần gũi với nhóm Celt, trên phương diện hình thái học, và nằm giữa nhóm Celti và gốc Ý, về mặt âm vị học, dù nét gần gũi này có thể là do ảnh hưởng khu vực. Nét tương tự âm vị học với tiếng Rhaetia cũng đã được chỉ ra.

## Đặc điểm
Tiếng Veneti có sáu hay bảy cách danh từ và bốn hình thức chia động từ (giống tiếng Latinh). Ta chỉ biết có 60 từ, một vài trong đó mượn tiếng Latinh (liber.tos. < libertus) hay tiếng Etruscan. Một số từ cho thấy rõ rệt nguồn gốc Ấn-Âu.

## Âm vị học
Trong tiếng Veneti, ba âm tắc bật hơi của PIE *bʰ, *dʰ và *gʰ trở thành lần lượt /f/, /f/ và /h/ ở vị trí đầu từ, như thành /b/, /d/ và /g/ ở vị trí giữa nguyên âm.
Cũng có dấu vết cho thấy sự phát triển PIE *kʷ > kv, *gʷ- > w- và PIE *gʷʰ- > f- trong tiếng Veneti, sự biến âm thứ ba cũng được ghi nhận trong tiếng Latinh; còn có sự đồng hóa *p...kʷ... > *kʷ...kʷ..., một nét mà hai nhánh Celt và gốc Ý có chung.:p.141

## Ví dụ
Chuyển tự từ một bản khắc trên một cây đinh đồng tìm thấy ở Este (Es 45)::p.149
Tiếng Veneti: Mego donasto śainatei Reitiiai porai Egeotora Aimoi ke louderobos
Tiếng Latinh (sát từng chữ): me donavit sanatrici Reitiae bonae Egetora [pro] Aemo liberis-que
Nghĩa: Egetora đưa tôi đến śainatei (người chữa bệnh) Reitiiai porai (tốt bụng) thay mặt Aemus và con ông ta
Một bản khắc khác, trên một situla (đồ đựng như vạc hay bình) ở Cadore (Ca 4 Valle)::p.464
Tiếng Veneti: eik Goltanos doto louderai Kanei
Tiếng Latinh (sát từng chữ): hoc Goltanus dedit liberae Cani
Nghĩa: Goltanus hiến dâng thứ này cho Kanis tự do

## Học giả
Những học giả góp công giải mã những bản khắc tiếng Veneti hay đóng góp cho hiểu biết chung về thứ tiếng này là Carl Eugen Pauli, Hans Krahe, Giovanni Battista Pellegrini, Aldo Luigi Prosdocimi, và Michel Lejeune. Những học giả mới hơn gồm Loredana Calzavara Capuis và Anna Maria Chieco Bianchi.